# Grundkrankheit
Der Begriff der Grundkrankheit beschreibt den Zustand eines an mehreren Erkrankungen leidenden Patienten bzw. multimorbiden Patienten, bei dem sich einige weitere seiner Beschwerden aus dem Verlauf anderer Krankheitsprozesse, eben den Grundkrankheiten, erklären lassen. Solch eine Grunderkrankung kann dann die kausale Grundlage von weiteren Erkrankungen sein. Die Folgen der Grundkrankheit nennt man Folgekrankheit.
So sprach Georg Friedrich Parrot in seinem Werk Ansichten über die allgemeine Krankheitslehre (1820) davon, dass die allgemeine Krankheitslehre die Lehre von den Grundkrankheiten sei.